# Григорий Неврокопски
Григорий (на гръцки: Γρηγόριος) е български духовник, митрополит на Вселенската патриаршия и на Българската екзархия.

## Биография

### Патриаршески духовник
Роден е в 1821 година във воденското българско село Владово, тогава в Османската империя. В следващата 1822 година родителите му се преселват в Кулакия. Най-вероятно там Григорий получава първоначално образование. Замонашва се и 12 години е дякон в църквата „Свети Атанасий“ в Солун. В същото време Григорий е и учител в Солун. По-късно учителства в сярското село Горно Броди, а след това служи като сингел и ефимерий на патриаршеския храм.
На 20 ноември 1888 година в патриаршеската катедрала „Свети Георги“ е ръкоположен за неврокопски митрополит. Ръкополагането е извършено от митрополит Софроний II Никейски в съслужение с митрополитите Йероним Никополски, Герасим IV Анкарски, Атанасий Сисанийски и Игнатий Литицки. Според митрополит Теодорит Неврокопски Григорий си е купил митрополитския пост с помощта на Софроний Никейски и племенника на партриарх Дионисий V Константинополски Димитраки Ефенди.
В Неврокоп развива пробългарска дейност. Опитите на патриаршистите в епархията да предизвикат уволнението му са парирани от митрополит Софроний Никейски.
През май 1892 година е сред кандидатите за зворнишки митрополит.
В 1892 година заради пробългарската му дейност новият патриарх Неофит VIII Константинополски го отзовава в Цариград и през юли Григорий си подава оставката. Според Борис Цацов Григорий оглавява неврокопската катедра от 1891 до 1895 година. След това е игумен на солунския манастир Влатадес.

### Екзархийски духовник
През септември 1892 година се присъединява към клира на Българската екзархия и служи като викарен епископ на екзарха. Григорий е и викарий на софийския екзархийски митрополит Партений. Григорий умира на 24 декември 1909 година в София. Погребан е в софийската църква „Свети Спас“, а след това костите му са пренесени в Централните софийски гробища.